# Neuneck (Adelsgeschlecht)

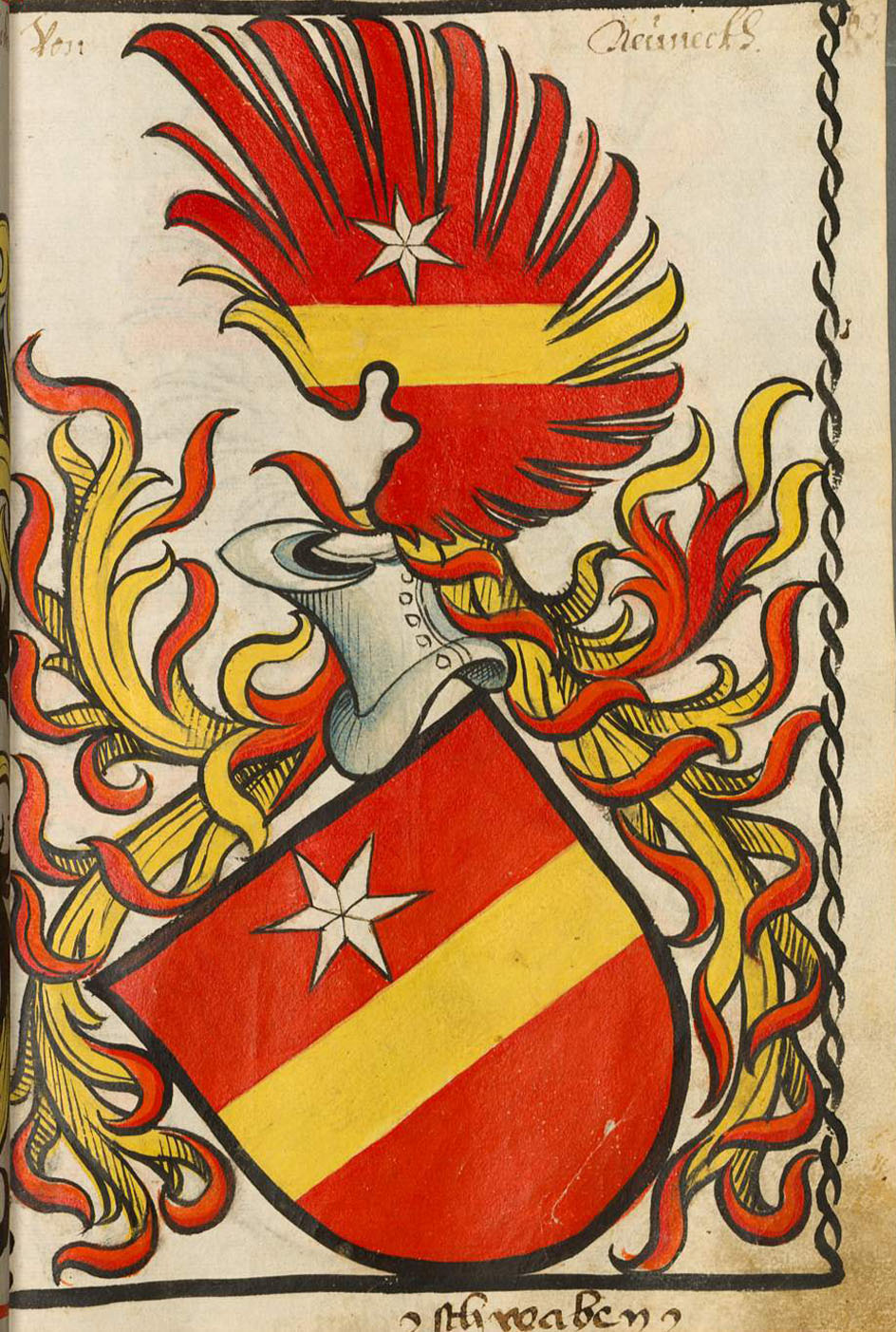
Wappen derer von Neuneck

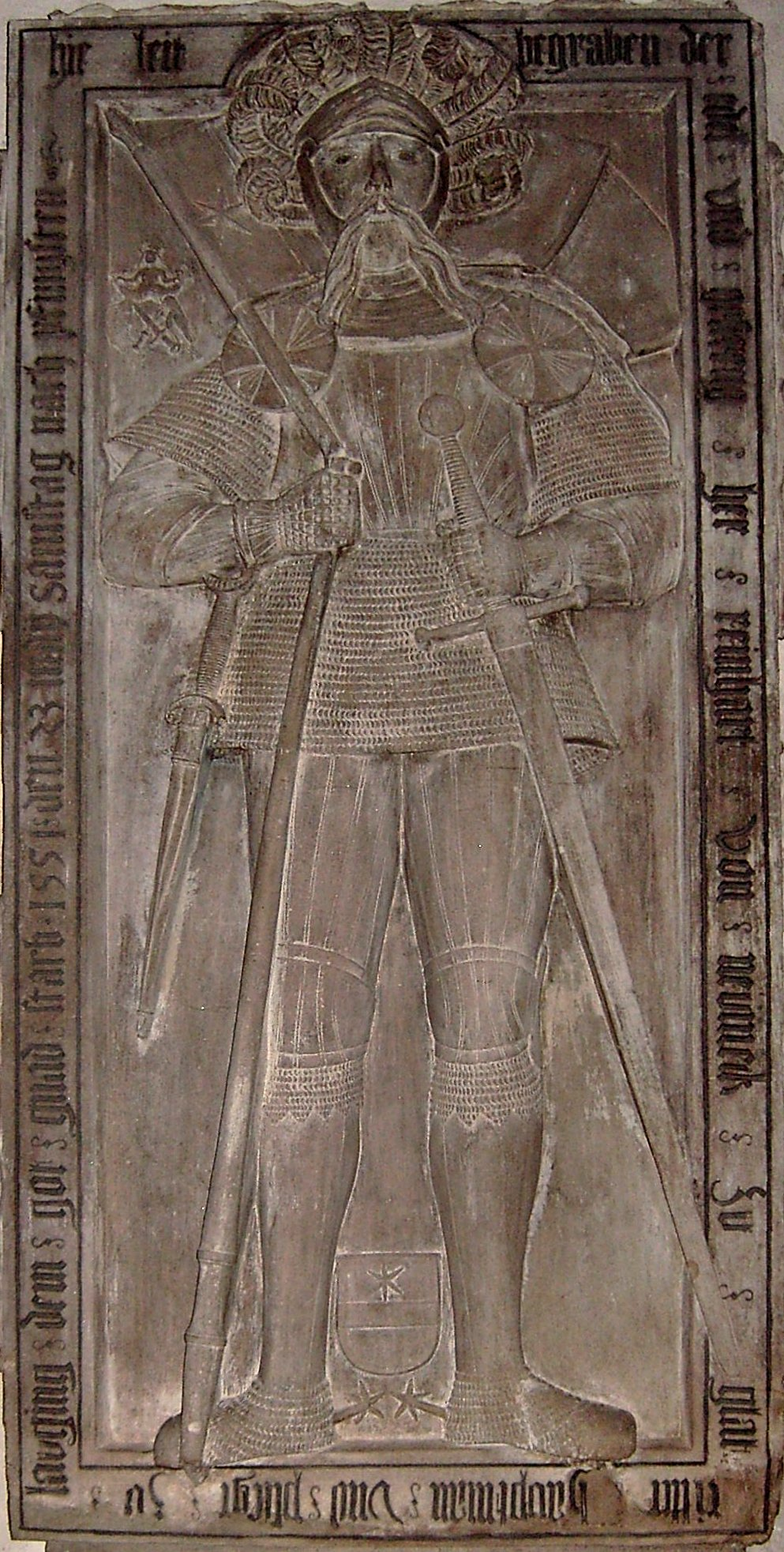
Grabmal des Ritters Reinhard von Neuneck in der Kirche Sankt Gallus in Glatt

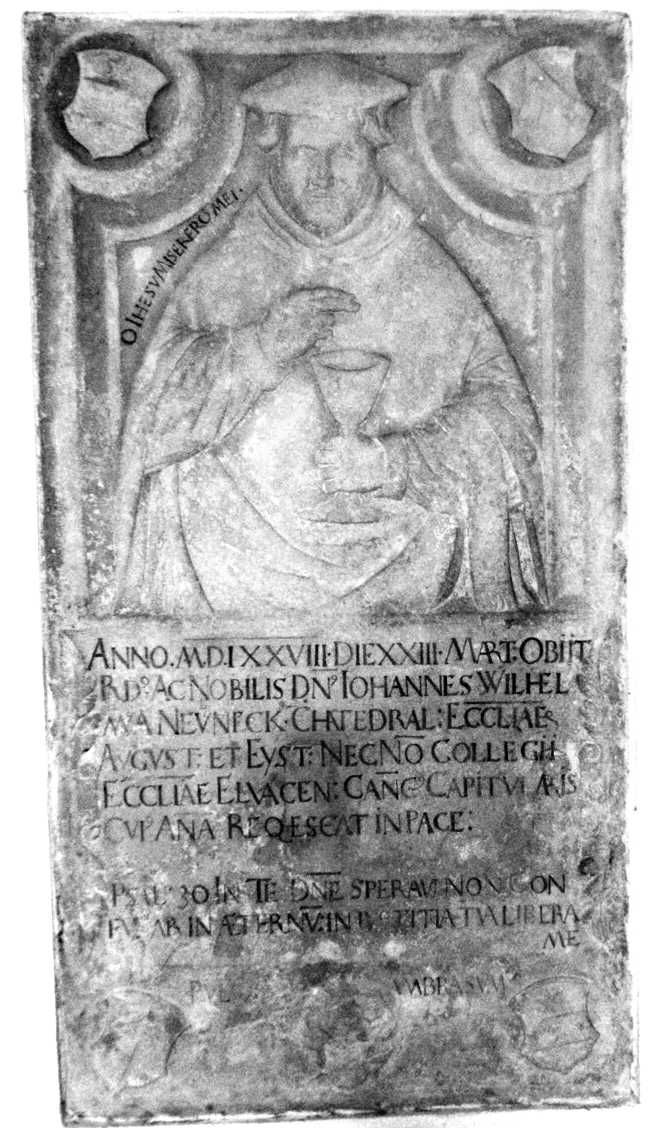
Grabplatte des Augsburger und Eichstätter Kanonikers Johannes Wilhelm von Neuneck im Mortuarium des Domes von Eichstätt

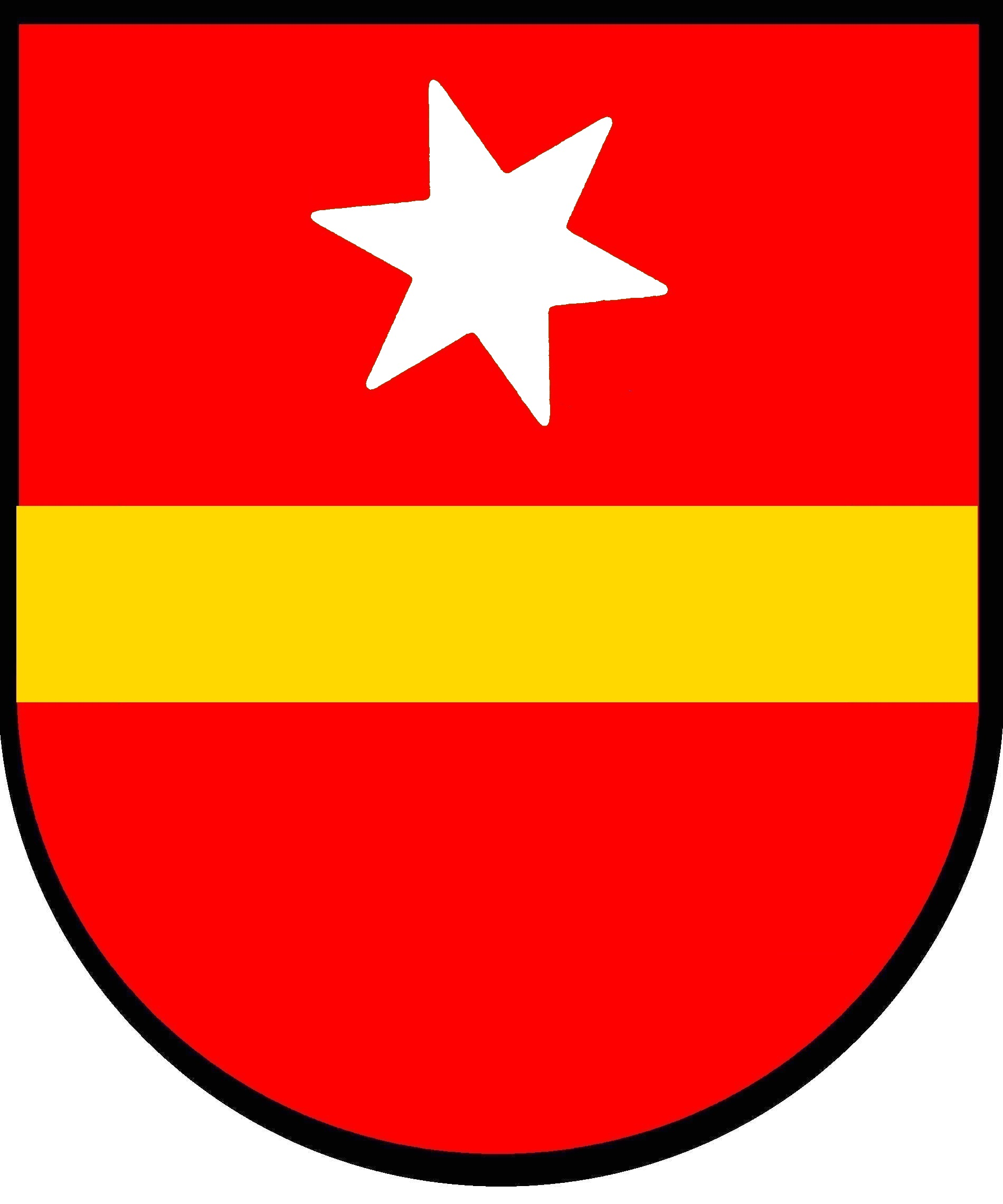
Wappenschild

Neuneck ist der Name eines alten schwäbischen Adelsgeschlechts, welches um die Mitte des 13. Jahrhunderts erstmals erwähnt wurde und im Jahr 1671 mit Hans Kaspar von Neuneck im Mannesstamm ausstarb. Stammsitz des Geschlechts ist das Schloss Neuneck im Ort Neuneck (heute Ortsteil von Glatten). Ein weiterer Familiensitz war das Wasserschloss zu Glatt. Die Familiengruft der Herren von Neuneck befindet sich in der katholischen Kirche Sankt Gallus in Glatt. Noch heute erinnern in der Kirche einige Grabsteine daran.
Die Herren von Neuneck hatten in der Region des späteren Oberamts Freudenstadt einen großen Einfluss. So waren sie 1498 bis 1625 Lehensträger der Burg Vörbach (heute Burgruine) in Pfalzgrafenweiler, besaßen Anteile an der Neckarburg und hatten ferner weitere wichtige Funktionen inne. Einige Ortschaften im heutigen Landkreis Freudenstadt tragen einen goldenen Stern im Ortswappen, das an die Herren von Neuneck erinnert. Beispiele sind Dettensee (heute Stadtteil von Horb am Neckar), Dietersweiler (heute Stadtteil von Freudenstadt) und Oberiflingen (heute Ortsteil von Schopfloch).

## Namensträger
- Albrecht von Neuneck (Nunegg), 1339 Kirchherr im Kloster Margrethausen
- Andreas von Neuneck, 1455/1456 und 1457–1470 Abt des Klosters Alpirsbach
- Burkart von Neuneck, 1395 einer der drei Anführer des Schleglerbundes
- Georg von Neuneck, 1396 einer der drei Anführer des Schleglerbundes
- Hans von Neuneck (genannt 1454 bis 1508)
- Hans Oswald von Neuneck, † 1550, Sohn des Hans von Neuneck, Obervogt am Schwarzwald
- ein Hans von Neuneck (?) (genannt 1514 und 1525 als ritterlicher Bürger in Grüningen), lokaler Anführer und Fähnrich des Armen Konrads und erneut im Bauernkrieg[1]
- Hans Eitel von Neuneck († 1541), Deutschordensritter, Komtur in Münnerstadt, 1538–1541 Komtur in Würzburg
- Hans Eitel von Neuneck, 1589 Deutschordensritter, 1593 Hofmeister in Freiburg, 1605 Verwalter des Deutschordenshauses in Andlau
- Hans Kaspar, mit seinem Tod im Jahr 1671 erlosch das Geschlecht derer von Neuneck
- Heinrich von Neuneck, 1236 Vogt zu Sulz am Neckar
- Heinrich von Neuneck (genannt 1282 bis 1290), 1286 Vogt in Sulz (evtl. derselbe wie eben)
- Heinrich von Neuneck, 1513 Komtur in Winnenden
- Jörg von Neuneck, 1321 Propst des Kollegiatstifts St. Cyriak in Boll
- Johann Wilhelm von Neuneck, 1511–1514 Komtur in Öttingen
- Johannes Wilhelm von Neuneck († 23. März 1578 in Eichstätt), Kantor in Eichstätt, Kanoniker in Eichstätt, Augsburg und Ellwangen. Sein Epitaph und seine Grabplatte haben sich im Mortuarium des Eichstätter Domes erhalten.
- Melchior von Neuneck, 1438 Deutschordensritter in Mergentheim, 1448 Komtur in Nürnberg, 1449 Komtur auf Schloss Horneck, 1457–1460 Komtur in Heilbronn, 1462 Komtur in Mergentheim, 1463–1491 Landkomtur in Franken und gleichzeitig Komtur in Ellingen und Nürnberg
- Reinhard von Neuneck (ca. 1475–1551), kurbayerischer Pfleger zu Lauingen, Bauherr des Wasserschlosses zu Glatt[2]
- Tragebot von Neuneck, 1270 Schultheiß in Balingen
- Trägeli von Neuneck 1339 Vogt und Herr der Kirche zu Margrethausen
- Ulrich von Neuneck, 1290 Initiator der Weihe der Pfarrkirche in Glatt
- Volmar von Neuneck, 1245 Lehensmann des Klosters in Stein[3]
- Volzo von Neuneck, 1454–1461 Abt des Klosters Gengenbach
- Wildhans von Neuneck, † 1529, Sohn des Hans von Neuneck, Vogt in Altensteig
- Wildhans von Neuneck zu Dettensee, verkaufte 1601 das Dorf Rodt an Herzog Friedrich von Württemberg
- Agnes Apollonia Elisabeth von Neuneck, († 1677, in Speyer), letzte Familienangehörige und Kanonissin in Münsterbilsen

## Mitgliedschaften
- Ritterkanton Neckar-Schwarzwald (1548–1671)
- Sankt Jörgenschild
- Schleglerbund[4]
- Schwäbischer Bund[5]

## Orte unter Herrschaft bzw. Einfluss
- Cresbach (württembergisch, 1498–1625 Lehnsbesitz der Herren von Neuneck)
- Dettensee
- Dietersweiler
- Ergenzingen (Patronatsrecht)
- Glatt
- Hörschweiler (ab 1521 zwischen Württemberg und den Herren von Neuneck 2:1 geteilt, ab 1625 vollständig württembergisch)
- Pfäffingen
- Rodt
- Sulz am Neckar (Vogtei)
- Tumlingen (1625 an Württemberg)
- Wittlensweiler